# Savoy Hotel
Ne pas confondre avec l'Hôtel Savoy à Londres.
Pour les articles homonymes, voir Savoy.
 (octobre 2024).
Le Savoy Hotel est un palace de Berlin construit en 1929, par l'architecte Heinrich Straumer (de). Il se trouve sur la Fasanenstraße, qui donne dans le Kurfürstendamm.

## Historique
Cet hôtel est construit avec des facilités modernes pour l'époque. C'est le premier hôtel de la ville à avoir des sonnettes électriques dans chaque chambre pour appeler le personnel.
Lorsque l'ambassade du Japon à Berlin est bombardée pendant la Seconde Guerre mondiale, une partie de l'hôtel est occupée par des bureaux de l'ambassade de 1943 à 1945. Comme l'hôtel n'est pas bombardé pendant la bataille de Berlin, il sert ensuite de quartier général aux forces britanniques en 1945 et 1946.
Le Savoy Hotel retrouve sa vocation au début des années 1950 et il est considéré[Par qui ?] alors comme l'un des meilleurs hôtels de Berlin. Il se trouve à Berlin-Ouest. Il est agrandi d'une trentaine de chambres en 1957 et d'un bar qui prend le nom de Times Bar en 1984. Ce bar dispose aussi d'une bibliothèque et d'un large choix de cigares cubains.
Dans les années 1980, l'hôtel a été surélevé au sixième d'un « Bel Etage » avec douze chambres climatisées et une terrasse avec vue surplombant la ville.

## Source
- (de) Cet article est partiellement ou en totalité issu de l’article de Wikipédia en allemand intitulé « Savoy Hotel (Berlin) » (voir la liste des auteurs).